# Ctenocolletes tricolor
Ctenocolletes tricolor är en biart som beskrevs av Houston 1983. Ctenocolletes tricolor ingår i släktet Ctenocolletes och familjen Stenotritidae. Inga underarter finns listade i Catalogue of Life.

## Bildgalleri

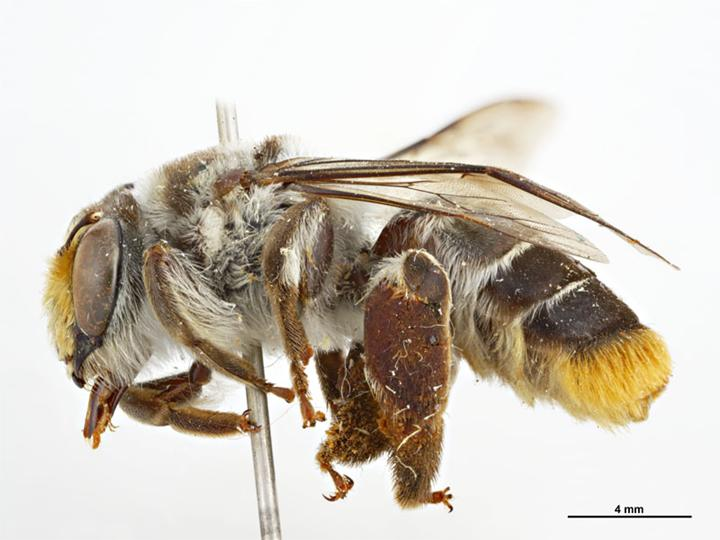